# 简州 (唐朝)
简州，唐朝时设置的州。
武德五年（622年）改云州置简州，治所在曲阿县（今江苏省丹阳市）。辖境相当今江苏省丹阳市地。下辖曲阿县、金山县（今江苏省金坛市）。属江南东道。武德八年（625年）废简州。 
简州刺史
- 崔顺（622年—625年）